# Whakatikei (rivière)
La rivière Whakatikei  (en anglais : Whakatikei River) est un cours d’eau de la région de Wellington dans l’Île du Nord de la Nouvelle-Zélande.

## Géographie
Elle s’écoule généralement vers le sud-est à partir de sa source sur la côte ouest, à 5 km] au sud-est de Paekakariki, et atteint le fleuve Hutt au niveau de  la ville de ’Upper Hutt’.